# Kath Soucie
Katherine Elaine „Kath“ Soucie (* 18. November 1953 in New York City, New York) ist eine US-amerikanische Synchronsprecherin.

## Leben
Soucie begann ihre Karriere als Theaterschauspielerin in New York City. Sie zog später nach Los Angeles und spielte 1979 an der Seite von Jane Wyman und James Woods im Filmdrama The Incredible Journey of Doctor Meg Laurel. Ab 1981 sprach sie verschiedene Stimmen für die Zeichentrickserie Die Schlümpfe. Nach verschiedenen Engagements sprach sie 1991 in Die Schöne und das Biest erstmals in einem Disney-Film, es folgten weitere Disneyproduktionen wie Der Glöckner von Notre Dame, Lilo & Stitch und Bambi 2 – Der Herr der Wälder.
1991 erhielt sie die Sprechrollen der Zwillinge Phil und Lil DeVille in der Zeichentrickserie Rugrats sowie den darauf basierenden Spielfilmen. Seit 1999 spricht sie verschiedene Rollen, darunter Cubert Farnsworth, in der Serie Futurama. Zu ihren weiteren langjährigen Rollen zählen Dexters Mutter in Dexters Labor, Miriam Pataki in Hey Arnold!, Tish Katsufrakis in Disneys Wochenend-Kids und Agent K in Tauschrausch.

## Filmografie (Auswahl)
| - 1981: Die Schlümpfe (Smurfs) - 1987–1991: The Real Ghostbusters - 1990–1996: Captain Planet (Captain Planet and the Planeteers) - 1991: Die Schöne und das Biest (Beauty and the Beast) - 1991–2002: Rugrats - 1994–1996: Gargoyles – Auf den Schwingen der Gerechtigkeit (Gargoyles) - 1996: Space Jam - 1996: Der Glöckner von Notre Dame (The Hunchback of Notre Dame) - 1996–2003: Dexters Labor (Dexter's Laboratory) - 1996–2003: Hey Arnold! - 1998 Rugrats – Der Film (The Rugrats Movie) - 1999–2010: Futurama - 2000: Rugrats in Paris – Der Film (Rugrats in Paris: The Movie) - 2000: Tiggers großes Abenteuer (The Tigger Movie) - 2000–2004: Disneys Wochenend-Kids (The Weekenders) - 2000–2006: Gingers Welt (As Told by Ginger) | - 2001: Susi und Strolch 2: Kleine Strolche – Großes Abenteuer! (Lady and the Tramp II: Scamp's Adventure) - 2002: Santa Clause 2 – Eine noch schönere Bescherung (The Santa Clause 2) - 2002: Lilo & Stitch - 2002: Peter Pan: Neue Abenteuer in Nimmerland (Return to Never Land) - 2002–2005: Totally Spies - 2002–2007: Kim Possible - 2003: Animatrix - 2003–2007: All Grown Up – Fast erwachsen (All Grown Up) - 2004–2007: Danny Phantom - 2006–2009: Tauschrausch (The Replacements) - 2006: Bambi 2 – Der Herr der Wälder (Bambi II) - 2007: Es war k’einmal im Märchenland (Happily N'Ever After) - 2007: Futurama: Bender’s Big Score - 2008: Futurama: Bender’s Game - 2010: Star Wars: The Clone Wars - 2014–2015: Star Wars Rebels - 2017: Hey Arnold! Der Dschungelfilm (Hey Arnold! The Jungle Movie) - seit 2021: Rugrats (Fernsehserie, Stimme) |